# Еліхіо Ечагуе
Еліхіо Ечагуе (ісп. Eligio Echagüe, ?, Консепсьйон — 6 грудня 2009) — парагвайський футболіст, що грав на позиції захисника за клуб «Олімпія» (Асунсьйон), а також національну збірну Парагваю.

## Клубна кар'єра
Починав займатися футболом у команді «Адольфо Рікельме» 1946 року.
1947 року перейшов до структури асунсьйонської «Олімпії», за головну команду якого дебютував 1948 року і кольори якого захищав до 1960 року. За ці роки сім разів ставав чемпіоном Парагваю.

## Виступи за збірну
1955 року дебютував в офіційних матчах у складі національної збірної Парагваю. Протягом кар'єри у національній команді, яка тривала 7 років, провів у її формі 35 матчів.
У складі збірної був учасником чемпіонату світу 1958 року у Швеції. На мундіалі починав як резервний захисник, утім після того, як у першій грі турніру парагвайці пропустили сім голів від збірної Франції, тренерський штаб команди змінив захисну ланку, і в наступних двох матчах Ечагуе виходив у стартовому складі. З ним у складі Парагвай здолав збірну Шотландії і зіграла унічию з югославами, чого, однак, виявилося недостатнім аби подолати груповий етап.
Помер 6 грудня 2009 року на 71-му році життя.

## Титули і досягнення
- Бронзовий призер Чемпіонату Південної Америки: 1959 (Аргентина)